# Gito Baloi
Gito Baloi (Moçambique, 30 de setembro de 1964 - Joanesburgo, 4 de abril de 2004) foi um músico e cantor moçambicano, mas que naturalizou-se na África do Sul.

## Biografia
Nasceu em 1964, em Moçambique, e  em 1987 fundou com Steve Newman e Ian Herman, o grupo Tananas. 
Foi assassinado em Joanesburgo, no dia 4 de abril 2004, a tiro de revólver, quando regressava a casa de um show que acabou de fazer em Pretória. Pelas suas canções, é lembrado por muitas pessoas como um artista inovador.

### Discografia a solo
Antes de trabalhar com os Tananas, gravou alguns LP a solo:
- 1995 - Ekhaya
- 1997 - Na Ku Randza
- 2003 - Herbs & Roots *
- 2008 - Beyond *

Os últimos dois foram publicados após a morte do cantor.

### Discografia com os Tananas
- 1988 - Tananas
- 1990 - Spiral
- 1994 - Orchestra Mundo
- 1994 - Time
- 1996 - Unamunacua
- 1997 - The Collection
- 1999 - Seed
- 2001 - Alive in Jo'burg